# Корноухов, Евгений Александрович
Евгений Александрович Корноу́хов (род. 13 февраля 1972, Омск) — российский хоккеист и тренер.

## Биография
Воспитанник омского хоккея. Играл нападающим за «Шахтёр» Прокопьевск, 1992), «Ермак» Ангарск, 1993—1996), «Янтарь» Северск, 1997—1998).
Как тренер с «Локомотивом»-94 завоевал в 2009 году серебряные медали первенства России. Был главным тренером в ДЮСШ «Авангард» Омск, команда 1991 года рождения), СДЮШОР «Локомотив» Ярославль, команды 1993 и 1994 годов рождения), МХК «Локо» (Ярославль, 2009—2010). Главный тренер МХК «Омские Ястребы» 2010—2013 года.
Среди его воспитанников чемпион мира 2011 года среди молодёжи Никита Пивцакин; чемпион мира 2011 года среди молодёжи, Олимпийский чемпион 2018 года Сергей Калинин; серебряный призёр юниорского чемпионата мира 2008 года Эдуард Рейзвих и серебряный призёр юниорского чемпионата мира 2009 года Станислав Калашников.
В сезонах 2011—2012 и 2012—2013 привёл «Омских Ястребов» к чемпионству в МХЛ.
7 апреля 2015 года назначен главным тренером омского «Авангарда» сроком на 2 года.

### Достижения
- Серебряный призёр первенства России (2009, ДЮСШ Локомотив)
- Двукратный обладатель Кубка Харламова (2012, 2013, оба — МХК Омские Ястребы)

### Статистика (главный тренер)
Данные до 2011 года не приведены. Последнее обновление: 07 апреля 2016 года
| Команда        | Турнир и сезон | Регулярный сезон | Регулярный сезон | Регулярный сезон | Регулярный сезон | Регулярный сезон | Регулярный сезон | Регулярный сезон | Регулярный сезон | Регулярный сезон | Плей-офф | Плей-офф | Плей-офф               |
| Команда        | Турнир и сезон | И                | В                | ВО/ВБ            | Н                | ПО/ПБ            | П                | О                | О%               | Результат        | В        | П        | Результат              |
| -------------- | -------------- | ---------------- | ---------------- | ---------------- | ---------------- | ---------------- | ---------------- | ---------------- | ---------------- | ---------------- | -------- | -------- | ---------------------- |
| Омские Ястребы | МХЛ 2011/2012  | 60               | 36               | 8                | —                | 5                | 11               | 129              | 71,7%            | 1 на Востоке     | 13       | 3        | Обладатели Кубка       |
| Омские Ястребы | МХЛ 2012/2013  | 61               | 43               | 10               | —                | 2                | 6                | 151              | 82,5%            | 1 на Востоке     | 13       | 5        | Обладатели Кубка       |
| Всего в МХЛ    | Всего в МХЛ    | 121              | 79               | 18               | -                | 7                | 17               | 280              | 77,1%            |                  | 26       | 8        |                        |
| Авангард       | КХЛ 2015/2016  | 60               | 27               | 6                | —                | 13               | 14               | 106              | 58,6%            | 1 на Востоке     | 7        | 4        | 1/2 финала Конференции |